# Rose Tudor

La rose Tudor.

La Tudor Rose (parfois appelée la Rose de l'Union) est l'emblème floral traditionnel héraldique de l'Angleterre et prend les origines de son nom de la dynastie Tudor.

## Origines
Henri VII avait pour père Edmond Tudor, de la famille des Tudor de Penmynydd (en), et pour mère Margaret Beaufort, de la maison de Lancastre. Lorsque, après avoir battu Richard III, il s'empara de la couronne d'Angleterre, il mit fin à la guerre des Deux-Roses (1455 – 1485), qui opposait la maison de Lancastre (dont l'emblème était la rose rouge) et la maison d'York (dont l'emblème était la rose blanche).
Après son mariage avec Élisabeth d'York, Henri VII Tudor  créa l'emblème de la rose Tudor, rouge à cœur blanc, et plus tard fut créé le rosier York et Lancaster, panaché rose et blanc. 
La rose est aujourd’hui encore la fleur symbolique de l'Angleterre. Elle apparait sur la pièce britannique décimale de vingt pence, de son introduction en 1982 jusqu'à 2008.